# 哈克伯里 (亞利桑那州)
哈克伯里是位於美國亞利桑那州莫哈維縣的一個人口普查指定地區。根據2010年美國人口普查，該地共人口500人，而該地的面積約為45.56平方千米。

## 地理
哈克伯里的座標為35°22′09″N 113°43′38″W / 35.36917°N 113.72722°W，而該地最高點為海拔高度1092米（即3583英尺）。